# Harry Gant

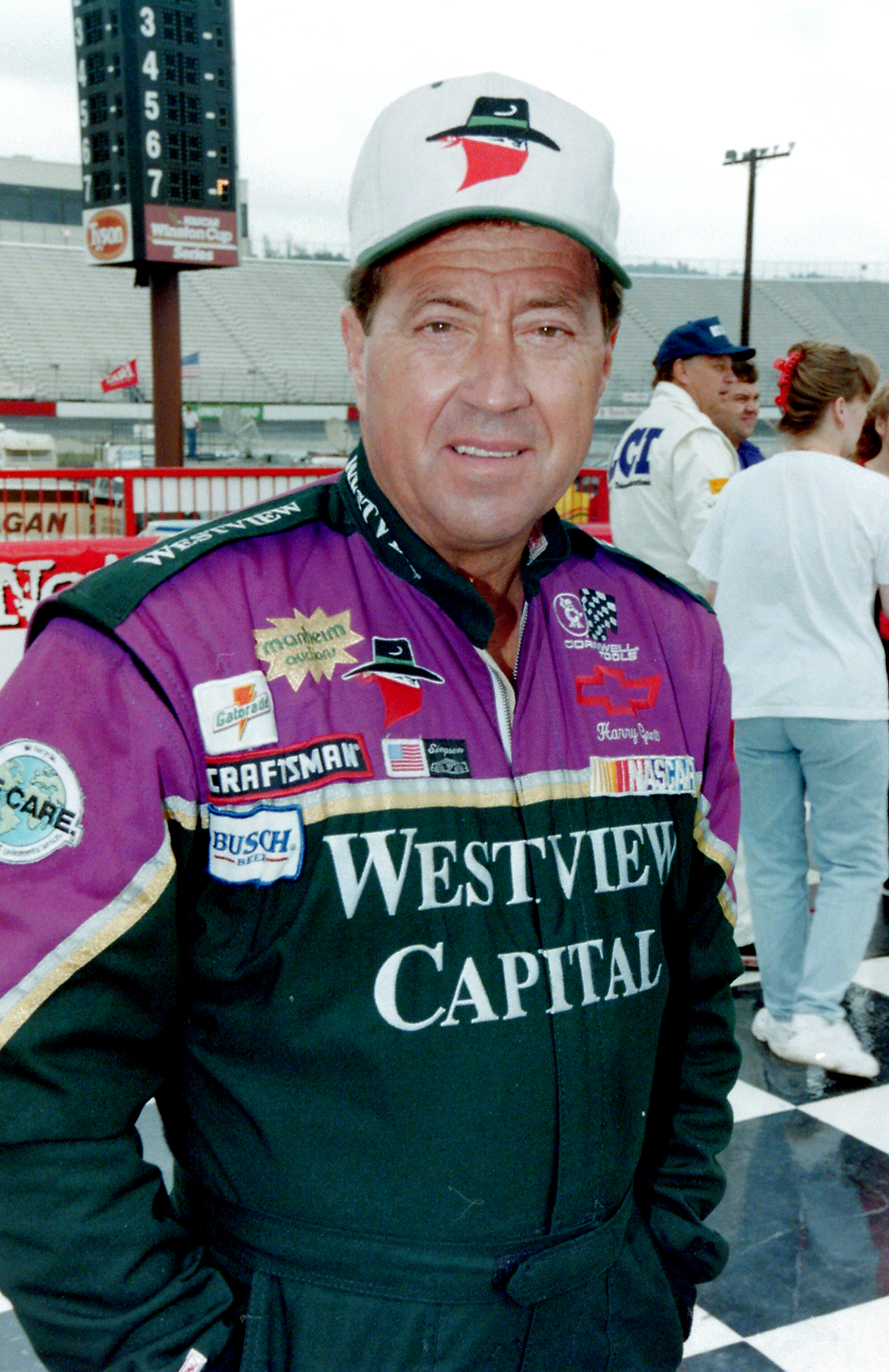
Harry Gant en 1996.

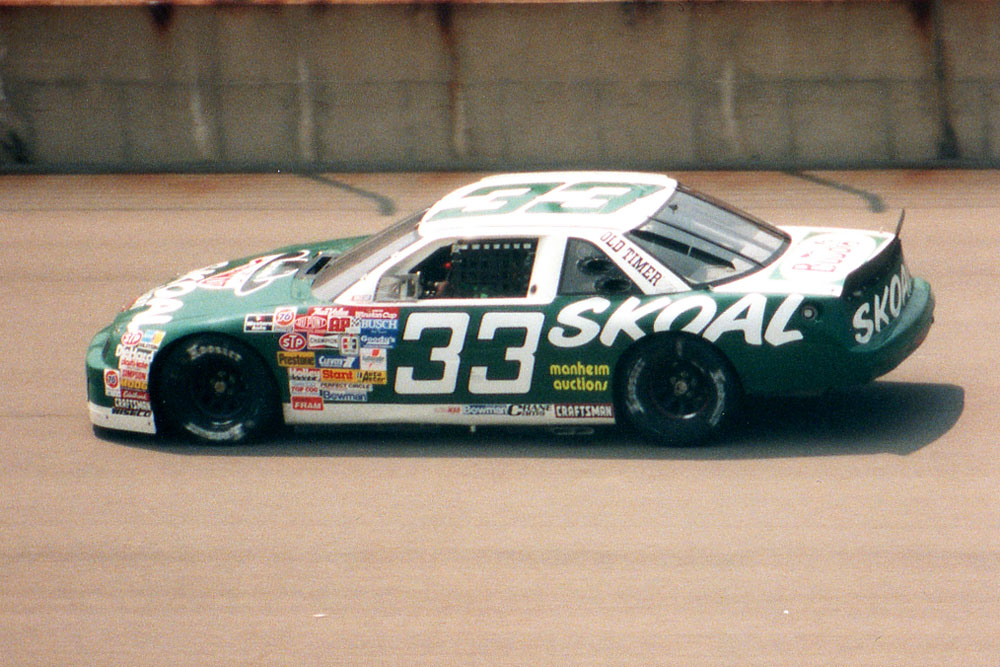
Chevrolet de Harry Gant durante la fecha en Míchigan en 1994.

Harry Gant Phil (10 de enero de 1940, Taylorsville, Carolina del Norte) es un piloto retirado de automovilismo de velocidad estadounidense. Participó 474 carreras de la Copa NASCAR entre 1973 y 1994. Fue subcampeón en 1984, tercero en 1981 y 1985, y cuarto en 1982, 1991 y 1992. Ha acumulado 18 victorias, 123 top 5, 208 top 10 en la categoría.
Posee el récord de ser el piloto de mayor edad en ganar una carrera de la categoría (52 años, 219 días) y el piloto de mayor edad en lograr su primera victoria en esa competición (42 años y 105 días). 
En paralelo a su participación en la Copa, Gant disputó 15 carreras de la International Race of Champions, donde salió campeón en 1985. Además disputó 128 carreras de la NASCAR Busch Series, en distintas etapas desde 1982 hasta 1994, aunque nunca como piloto regular. Aun así, logró 21 victorias y 52 top 5. En 1996, disputó 11 carreras de la Truck Series, donde solo obtuvo 4 top 10. Después Gant se retiró del mundo de las carreras de forma oficial.

## Carrera deportiva
El norcarolino comenzó su carrera en el viejo óvalo de tierra en Hickory. Construyó su primer auto de carreras con sus amigos, Gant ganando el campeonato de pista de Hickory. Hickory Speedway fue pavimentado en 1967 después de que Ned Jarrett se convirtiera en promotor. Gant ganó su primera carrera en la División Sportsman.
Gant ganó más de 300 carreras en la NASCAR Sportsman, en camino de ganar tres campeonatos nacionales en 1972, 1973, y 1974. Resultó segundo en la NASCAR Late Model Sportsman (ahora NASCAR Xfinity Series) en 1969, 1976, y 1977.
Gant hizo su debut en la Copa NASCAR en 1973 en Charlotte Motor Speedway, finializando con un Ford de Junie Donlavey. El norcarolino participó en 11 carreras en los próximos cinco años logrando 3 top 10. Su primera temporada completa en la categoría en 1979 a la edad de 39 años; corriendo en gran parte de la temporada para Jack Beebe. Logró 5 top 10, para terminar 21.º.
En 1980, obtuvo 9 top 5 y 14 top 10 en 31 carreras, pero 10 retiros, lo retrasaron al 11.º puesto del clasificador final. Al año siguiente Gant pilotó para cinco equipos. Roger Hamby, Beebe, James Hylton, Kennie Childers, y Mach 1; no obstante resultó tercero en el campeonato con 13 top 5 y 18 top 10.
Gant se convirtió en piloto titular de Mach 1 en 1982. Con un Buick, logró dos victorias en Martinsville y Charlotte, 9 top 5 y 16 top 10, ubicándose cuarto en el campeonato. En 1983, ganó en Darlington, y en adición a 10 top 5 y 16 top 6, para terminar séptimo.
Cambiando a la marca Chevrolet, en 1984 obtuvo 3 triunfos, 15 top 5 y 23 top 10, para resultar subcampeón, por detrás de Terry Labonte. En 1985, quedó tercero con tres victorias, 14 top 5 y 19 top 10.
A pesar de no ganar una carrera en 1986, obtuvo 9 top 5 y 13 top 10, pero 12 retiros, lo relegaron al undécimo puesto en el campeonato.
Los siguientes dos años no fueron buenos para Gant, resultando 22.º en 1987 con 4 top 10, y 28.º en 1988 con 3 top 10.
En 1989, Gant condujo un Oldsmobile del equipo de Leo y Richard Jackson. Cosechó una victoria, 9 top 5 y 14 top 10, terminando séptimo en el campeonato. Al año siguiente, siguió con el equipo, que ahora pasó a ser propiedad solamente de Leo. A pesar de obtener una victoria, 6 top 5 y 9 top 10, terminó 17.º en el campeonato.
En el mes de septiembre de 1991, Gant ganó cuatro carreras de la Copa NASCAR de forma consecutiva (Darlington, Richmond, Dover y Martinsville) y dos carreras de la NASCAR Busch Series (Richmond y Dover) con 51 años de edad. Con las cuatro victorias en Copa empató el récord de victorias consecutivas en la era moderna, impuesto en 1972. Por esos hechos se lo conoce con el apodo de Señor Septiembre (Mr. September en inglés). En ese año, quedó cuarto en la Copa NASCAR, con un total de cinco victorias y 15 top 5.
En 1992, Gant logró dos victorias, 10 top 5 y 15 top 10, finalizando cuarto en el campeonato.
Al año siguiente, logró 4 top 5 y 12 top 10, para terminar 11.º en el campeonato. En su último año en la categoría, logró 7 top 10 finalizando 25.º en la tabla de pilotos.